# بئاتریچه چنچی

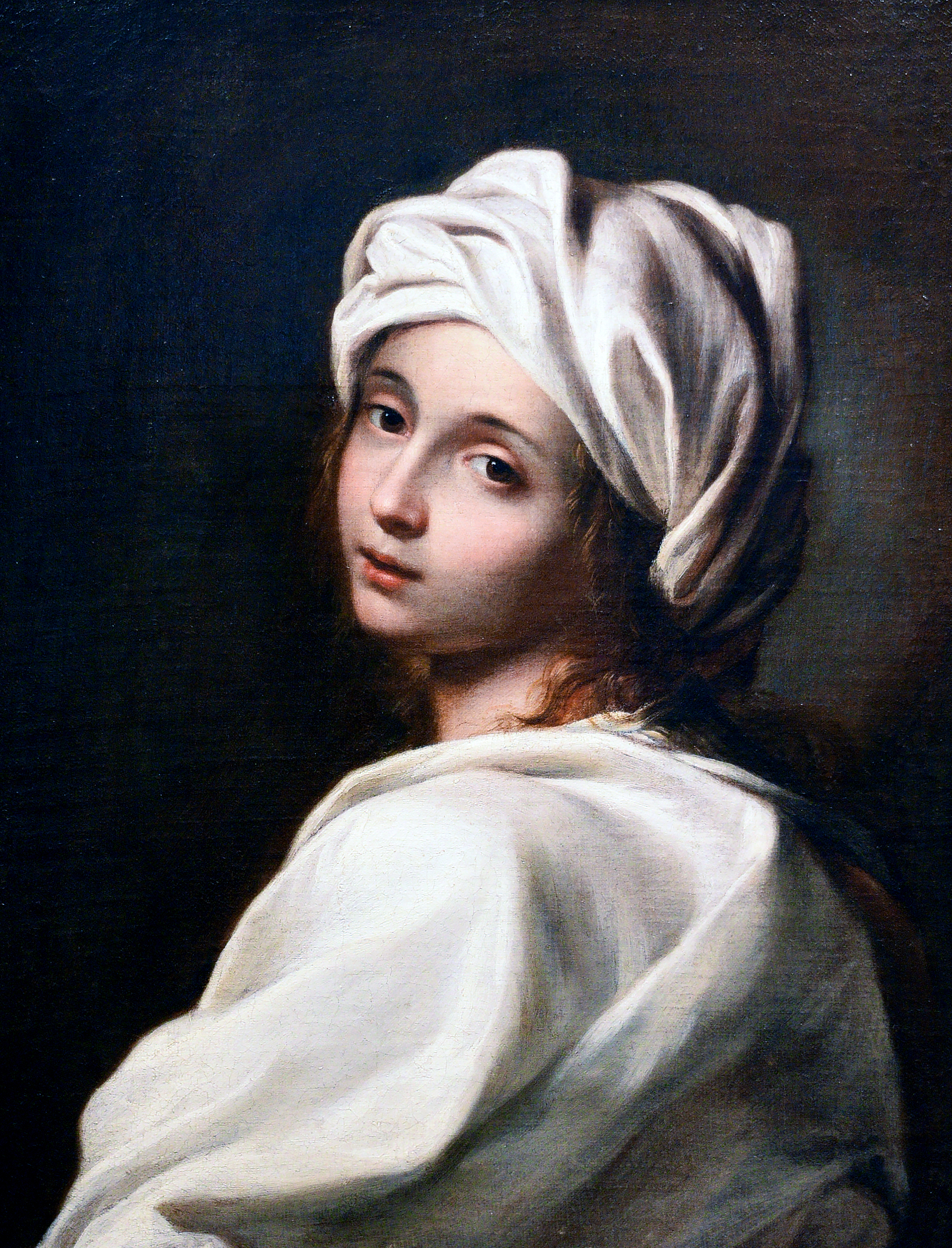
یک پرتره احتمالی از بئاتریچه چنچی که به رنی یا سیرانی نسبت داده می‌شود و الهام بخش پرسی بیش شلی برای نمایشنامه خاندان چنچی بوده‌است.

بئاتریچه چنچی (ایتالیایی: [beaˈtri:tʃe ˈtʃɛntʃi] ; ۶ فوریه ۱۵۷۷ – ۱۱ سپتامبر ۱۵۹۹) یک نجیب زادهٔ جوان رومی بود که پدر آزارگر خود، کنت فرانچسکو چنچی را به قتل رساند. او در سال ۱۵۹۹ به دلیل این جنایت محکوم و سر بریده شد. محاکمهٔ جنجالی متعاقب آن در رم باعث ایجاد افسانه ای ماندگار در مورد او شد.

## تاریخچه
بئاتریچه دختر اِرسیلیا سانتا کروچه و کُنت فرانچسکو چنچی، مردی فاسد و خشن بود. هنگامی که بئاتریچه هفت ساله بود، در ژوئن ۱۵۸۴، مادرش درگذشت. پس از مرگ مادرش، بئاتریچه و خواهر بزرگترش آنتونینا به صومعهٔ کوچکی به نام سانتا کروچه در ناحیهٔ کولونا رم فرستاده شدند.
خانواده در شهر رم و در کاخ چنچی واقع در منطقه رگولا زندگی می‌کردند. اعضای خانوادهٔ ساکن در کاخ شامل همسر دوم کنت فرانچسکو، لوکرزیا پترونی؛ برادر بزرگ بئاتریچه، جاکومو؛ و برناردو، پسر فرانچسکو از ازدواج دومش بودند. فرانچسکو همچنین مالک قلعه ای به نام قلعه پترلا سالتو واقع در روستایی نزدیک کوه‌های آبروتزو در شمال شرقی رم بود.
بر اساس جزئیات تاریخی که منجر به افسانه شد، فرانچسکو چنچی از همسر اول خود ارسیلیا سانتا کروچه و پسرانش سوء استفاده و چندین بار هم به بئاتریچه تجاوز کرد، بنابراین در رابطه با محارم مجرم شناخته شد. او به خاطر جنایات دیگری به زندان افتاد، اما به دلیل مقام والایی که داشت زودتر آزاد شد. بئاتریچه سعی کرد مقامات را از بدرفتاری‌های مکرر او مطلع کند، اما هیچ اتفاقی نیفتاد. با اینحال بسیاری در رم از فساد پدرش آگاه بودند. فرانچسکو وقتی متوجه شد که دخترش او را گزارش کرده‌است، بئاتریچه و لوکرزیا را از رم دور کرد تا در قلعهٔ خانوادگی در پترلا سالتو زندگی کنند.
چهار عضو خانوادهٔ چنچی به این نتیجه رسیدند که چاره ای جز تلاش برای خلاص شدن از شر فرانچسکو ندارند؛ بنابراین نقشه ای برای کشتن او ترتیب دادند. در سال ۱۵۹۸، در یکی از اقامتگاه‌های فرانچسکو، دو رعیت (که یکی از آنها معشوق مخفی بئاتریچه شده بود) به آن‌ها کمک کردند تا او را با استفاده از مواد مخدر بکشند، اما این کار نتوانست فرانچسکو را از پای درآورد. به دنبال آن، بئاتریچه، خواهران و برادرانش و نامادری‌شان فرانچسکو را با چکش به قتل رساندند و جسد را از بالکن به پایین پرتاب کردند تا مرگ او تصادفی به نظر برسد. با این حال، هیچ‌کس باور نمی‌کرد که مرگ او تصادفی باشد.
در نهایت غیبت او مورد توجه قرار گرفت و پلیس پاپ تلاش کرد تا بفهمد چه اتفاقی افتاده‌است. معشوق بئاتریچه شکنجه شد و بدون افشای حقیقت درگذشت. در همین حال، یکی از دوستان خانوادگی که از قتل مطلع بود، برای جلوگیری از افشای حقیقت، دستور کشتن دومی را صادر کرد. با این وجود، نقشه برملا شد و چهار عضو خانوادهٔ چنچی دستگیر و سرانجام مجرم شناخته شده و به اعدام محکوم شدند. مردم رم با آگاهی از انگیزهٔ قتل، به تصمیم دادگاه اعتراض کردند و اعدام را به تعویق انداختند. با اینحال پاپ کلمنت هشتم از ترس به راه افتادن موجی از قتل‌های خانوادگی (کنتس سانتا کروچه اخیراً توسط پسرش به خاطر منافع مالی به قتل رسیده بود)، هیچ رحمی نشان نداد.
در سحرگاه ۱۱ سپتامبر ۱۵۹۹، آنها را به پل سنت آنجلو بردند، جایی که معمولاً داربست‌ها را در آنجا می‌ساختند. جاکومو که تحت شکنجه مداوم قرار گرفته بود، با رسیدن به داربست، سرش با پتک شکسته شد. سپس جسد او را مثله کردند. نمایش عمومی ابتدا با اعدام لوکرزیا و در نهایت بئاتریچه ادامه یافت. هر دو به نوبت روی بلوک رفتند تا با تبر سر بریده شوند. تنها برناردو ۱۲ ساله نجات یافت، اما او را به داربست هدایت کرده و مجبورش کردند قبل از بازگشت به زندان و مصادرهٔ اموال خانواده‌اش (به نفع پاپ کلمنت هشتم) شاهد اعدام بستگانش باشد. مقرر شد که برناردو باید تا پایان عمر به عنوان بَرده زندگی کند، اما یک سال بعد آزاد شد. بئاتریچه در کلیسای سن پیترو در مونتوریو به خاک سپرده شد.

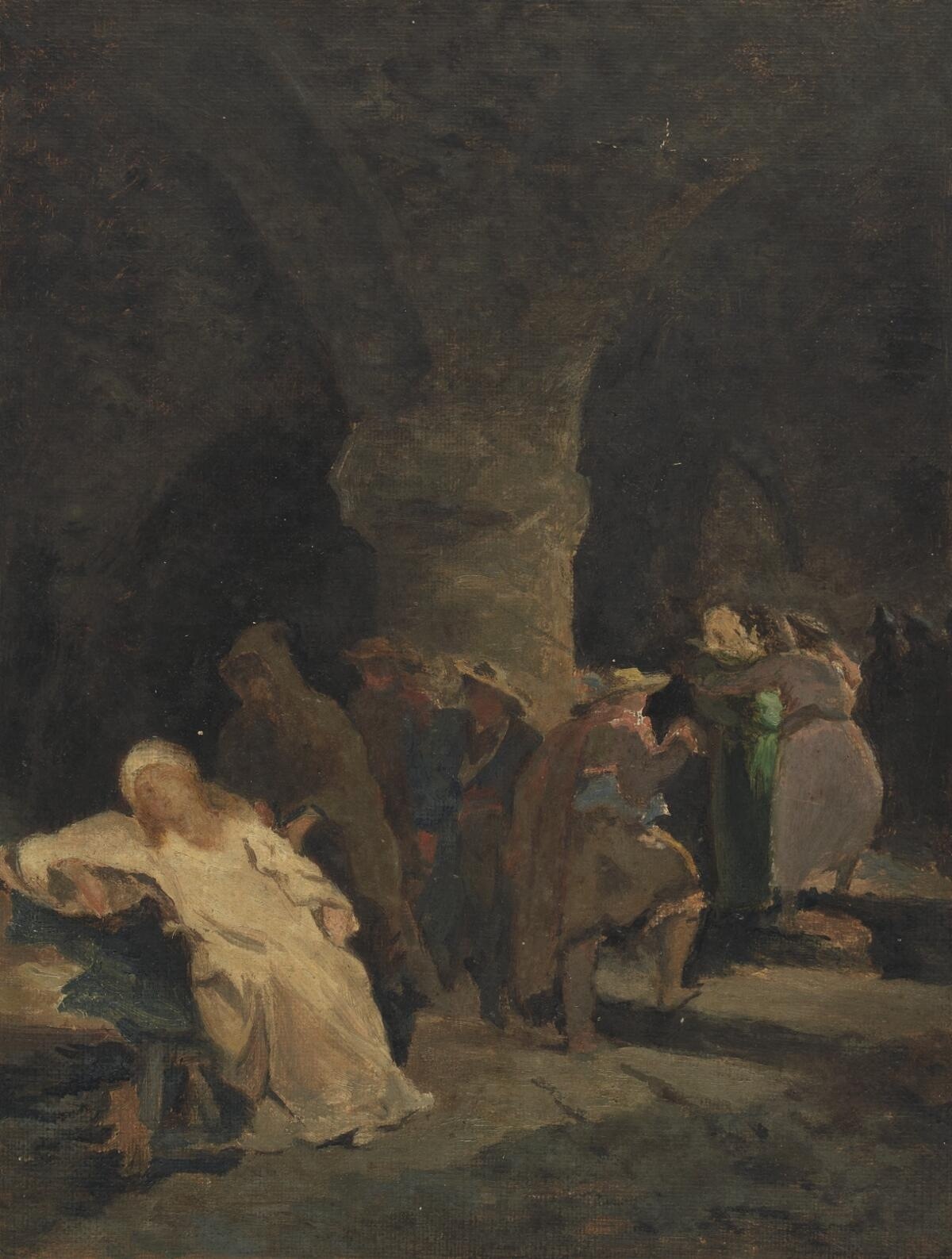
بئاتریچه چنچی پس از شکنجه. اثر سارا آ. دویج در حدود سال ۱۸۹۰

## افسانه
بئاتریچه برای مردم رم به نماد مقاومت در برابر اشراف متکبر تبدیل شد و افسانه ای پدید آمد. روایت می‌شود که هر سال در شب قبل از سالگرد مرگش، او با حمل سر بریده خود به پل سنت آنجلو که در آنجا اعدام شد، برمی‌گردد.